# Kanton Château-la-Vallière
Kanton Château-la-Vallière (francouzsky Canton de Château-la-Vallière) je francouzský kanton v departementu Indre-et-Loire v regionu Centre-Val de Loire. Tvoří ho 15 obcí.

## Obce kantonu
- Ambillou
- Braye-sur-Maulne
- Brèches
- Channay-sur-Lathan
- Château-la-Vallière
- Couesmes
- Courcelles-de-Touraine
- Hommes
- Lublé
- Marcilly-sur-Maulne
- Rillé
- Saint-Laurent-de-Lin
- Savigné-sur-Lathan
- Souvigné
- Villiers-au-Bouin